# Costruzione dei numeri reali

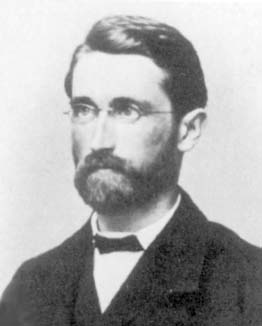
Richard Dedekind

In matematica, i numeri reali vengono costruiti in vari modi equivalenti. Tra questi, i più noti usano le sezioni di Dedekind e le successioni di Cauchy. Ciascuna di queste costruzioni definisce i numeri reali come una estensione dell'insieme dei numeri razionali.

## Costruzione intuitiva a partire dai numeri decimali
Un numero reale è una quantità che può essere rappresentata come
{\displaystyle x=n+0,d_{1}d_{2}d_{3}\ldots }
dove {\displaystyle n} è un numero intero e ogni {\displaystyle d_{i}} è una cifra tra 0 e 9 (le cifre {\displaystyle d_{1},d_{2},\ldots } sono infinite). Questa definizione deve però tenere conto della doppia rappresentazione periodica dei decimali finiti: analogamente a quanto avviene per i numeri razionali, in cui due rappresentazioni come frazione danno talvolta lo stesso numero (ad esempio, {\displaystyle 1/2} e {\displaystyle 2/4}), anche lo stesso numero reale può essere rappresentato in due modi diversi; questo accade quando la successione {\displaystyle d_{1},d_{2},\ldots } finisce con una successione di 9 consecutivi. Ad esempio, i numeri
{\displaystyle 1=0,99999999\ldots }
rappresentano lo stesso numero reale (vedi 0,999...). Si può ovviare a questo problema definendo come numero reale una quantità rappresentabile come {\displaystyle x=n+0,d_{1}d_{2}d_{3}\ldots } in cui la successione {\displaystyle d_{i}} non termina con una infinità di 9 consecutivi. In questo modo viene scartata a priori una delle due rappresentazioni equivalenti.
Questa costruzione si collega alle successive nel modo seguente: il numero {\displaystyle x=n+0,d_{1}d_{2}d_{3}\ldots } è il numero reale {\displaystyle x} che soddisfa questa doppia disequazione per ogni {\displaystyle k}:
{\displaystyle n+{\frac {d_{1}}{10}}+{\frac {d_{2}}{100}}+\ldots +{\frac {d_{k}}{10^{k}}}\leq x<n+{\frac {d_{1}}{10}}+{\frac {d_{2}}{100}}+\ldots +{\frac {d_{k}}{10^{k}}}+{\frac {1}{10^{k}}}.}
La rappresentazione tramite decimali è certamente la più nota e maneggevole; i matematici preferiscono però usare costruzioni più astratte per i numeri reali, essenzialmente per questi motivi:
- l'aggiramento del problema della doppia rappresentazione è macchinoso e poco elegante;
- non è possibile definire le operazioni elementari di somma e moltiplicazione fra numeri reali con operazioni "cifra per cifra" nel modo solito (dovremmo "partire da destra") ma solo con approssimazioni troncate, ritrovandosi su un terreno analogo a quello delle successioni di Cauchy e delle sezioni di Dedekind;
- la rappresentazione è ancorata alla base scelta (nello specifico la base 10) e quindi non è "canonica".

## Costruzione tramite serie
Un modo per costruire l'insieme {\displaystyle \mathbb {R} } simile a quello appena visto, ma più astratto, è quello di utilizzare le serie e gli insiemi di numeri naturali. Questo metodo prende spunto dall'argomento diagonale di Cantor, utilizzato per dimostrare la non numerabilità dei numeri reali.
Consideriamo la rappresentazione binaria di un numero reale {\displaystyle x\geq 0}: essa è una stringa di 0 e 1, di cui la sottostringa prima della virgola ha lunghezza finita (si omette lo 0 prima della virgola se {\displaystyle x\leq 1}, in modo da evitare che i numeri minori di 1 abbiano cifre nella parte intera); sia dunque {\displaystyle n\in \mathbb {N} } il numero di cifre binarie di {\displaystyle x} che rappresentano la sua parte intera. Possiamo allora riscrivere {\displaystyle x} come segue: {\displaystyle x=2^{n}\cdot d}, da cui si ricava {\displaystyle d={\frac {x}{2^{n}}}}.
Dato che la rappresentazione binaria di {\displaystyle 2^{n}} è lunga {\displaystyle n+1} cifre (1 seguito da {\displaystyle n} zeri), mentre quella di {\displaystyle x} ha solo {\displaystyle n} cifre nella parte intera, allora {\displaystyle 0\leq x\leq 2^{n}}, dunque, dividendo per {\displaystyle 2^{n}}, si ottiene {\displaystyle 0\leq {\frac {x}{2^{n}}}\leq 1}, e siccome {\displaystyle {\frac {x}{2^{n}}}=d}, abbiamo che {\displaystyle 0\leq d\leq 1}.
Quindi, ogni coppia di numeri reali opposti può essere espressa come {\displaystyle \pm 2^{n}\cdot d}, dove {\displaystyle n\in \mathbb {N} } e {\displaystyle 0\leq d\leq 1}. Questo però non basta, perché {\displaystyle d} è a sua volta un numero reale. Sappiamo però che esso è compreso tra 0 e 1, possiamo perciò sfruttare quest'informazione a nostro favore.
Consideriamo dunque la rappresentazione binaria di {\displaystyle d}: essa è una stringa infinita di 0 e 1, possiamo allora "contare" le cifre partendo dalla più significativa, assegnando ad ognuna un numero naturale a partire da 1, incrementandolo di 1 ogni volta che passiamo alla cifra successiva. In questo modo, possiamo definire il seguente insieme di naturali {\displaystyle S=\{i\in \mathbb {N} \mid {\text{l'}}i{\text{-esima cifra di }}d{\text{ è }}1\}}. La funzione {\displaystyle \mathbf {1} _{S}\colon \mathbb {N} \to \{0,1\}}, che è la funzione indicatrice di {\displaystyle S}, è dunque così definita:
{\displaystyle \mathbf {1} _{S}(i)={\begin{cases}1,&{\text{se }}i\in S,\\0,&{\text{se }}i\notin S.\end{cases}}}
Per cui, basandoci sulla notazione posizionale, possiamo esprimere {\displaystyle d} come una serie:
{\displaystyle d=\sum _{i=1}^{\infty }2^{-i}\cdot \mathbf {1} _{S}(i).}
Dunque, {\displaystyle x} può essere espresso come segue:
{\displaystyle x=2^{n}\cdot d=2^{n}\cdot \sum _{i=1}^{\infty }2^{-i}\cdot \mathbf {1} _{S}(i)=\sum _{i=1}^{\infty }2^{n}\cdot 2^{-i}\cdot \mathbf {1} _{S}(i)=\sum _{i=1}^{\infty }2^{n-i}\cdot \mathbf {1} _{S}(i).}
In definitiva, possiamo allora definire l'insieme {\displaystyle \mathbb {R} } come segue:
{\displaystyle \mathbb {R} =\left\{\pm \sum _{i=1}^{\infty }2^{n-i}\cdot \mathbf {1} _{S}(i)\ {\bigg |}\ n\in \mathbb {N} ,S\subseteq \mathbb {N} \right\}.}

## Costruzione tramite le sezioni di Dedekind

### Costruzione
Questa costruzione, introdotta da Richard Dedekind, nasce dall'osservazione che ogni numero razionale divide l'insieme {\displaystyle \mathbb {Q} } dei razionali in due insiemi: l'insieme {\displaystyle A_{r}} dei razionali tali che {\displaystyle a<r} e l'insieme {\displaystyle B_{r}} dei razionali tali che {\displaystyle b\geq r}. Dedekind chiama quindi
la coppia {\displaystyle (A_{r};B_{r})} una sezione in due insiemi. D'altra parte, anche un numero reale come {\displaystyle {\sqrt {2}}} definisce una sezione {\displaystyle (A,B)}, dove {\displaystyle A} è dato da tutti i razionali {\displaystyle a} tali che {\displaystyle a<{\sqrt {2}}}, mentre {\displaystyle B} è dato da tutti i razionali {\displaystyle \beta } con {\displaystyle \beta >{\sqrt {2}}}.
Dedekind definisce quindi un numero reale come una sezione dei numeri razionali. Nella definizione originaria, una sezione di Dedekind è una coppia {\displaystyle (A,B)} di sottoinsiemi non vuoti di {\displaystyle \mathbb {Q} } tali che
- {\displaystyle A\cap B=\varnothing ;}
- {\displaystyle A\cup B=\mathbb {Q} ;}
- {\displaystyle \forall a\in A,\forall b\in B,a<b.}

In questo modo però ogni numero razionale determina due sezioni:
- {\displaystyle (A,B)} dove {\displaystyle A} è l'insieme dei razionali strettamente minori di {\displaystyle r} e {\displaystyle B} è l'insieme dei razionali maggiori o uguali a {\displaystyle r};
- {\displaystyle (A,B)} dove {\displaystyle A} è l'insieme dei razionali minori o uguali a {\displaystyle r} e {\displaystyle B} è l'insieme dei razionali strettamente maggiori di {\displaystyle r}.

Per evitare l'ambiguità, si fa a meno del secondo insieme della coppia e si definisce la sezione come costituita da un solo sottoinsieme {\displaystyle A} di {\displaystyle \mathbb {Q} } tale che
- {\displaystyle A} è non vuoto e differente da {\displaystyle \mathbb {Q} };
- per ogni {\displaystyle a} in {\displaystyle A}, se {\displaystyle a'<a}, allora {\displaystyle a'} appartiene a {\displaystyle A};
- {\displaystyle A} non ha massimo, cioè non esiste {\displaystyle m} in {\displaystyle A} tale che {\displaystyle m>a} per ogni altro {\displaystyle a} in {\displaystyle A}.

Con questa definizione l'ambiguità è eliminata: ogni numero razionale viene associato ad un'unica sezione. Si definisce quindi l'insieme {\displaystyle \mathbb {R} } dei numeri reali come l'insieme delle sezioni. Ad esempio, il numero irrazionale {\displaystyle {\sqrt {2}}} è definito dalla sezione
{\displaystyle A=\{a\in \mathbb {Q} \ |\ a<0{\text{ oppure }}a^{2}<2\}.}
Quale conseguenza della costruzione stessa è evidente che in {\displaystyle \mathbb {R} } è presente una copia isomorfa di  {\displaystyle \mathbb {Q} }: l'insieme {\displaystyle \{X_{q}\mid q\in \mathbb {Q} \}}, dove indichiamo con {\displaystyle X_{q}} il segmento iniziale {\displaystyle \{x\in \mathbb {Q} \mid x<q\}}.

### Proprietà

#### Relazione d'ordine e completezza
L'insieme delle sezioni ha una relazione d'ordine data dall'inclusione che gli fornisce la struttura di insieme totalmente ordinato. È anche evidente che questo ordinamento è quello giusto: riproduce quello già esistente sui razionali aggiungendovi inoltre l'importante proprietà di completezza o continuità, espressa dall'assioma di Dedekind: ogni insieme non vuoto e limitato ha un estremo superiore. Questa proprietà è equivalente a richiedere che i reali siano uno spazio metrico completo con la distanza usualmente definita.

#### Addizione
L'addizione fra numeri reali è definita nel modo seguente. Dati due sezioni {\displaystyle A} e {\displaystyle B}, la somma {\displaystyle A+B} è la sezione
{\displaystyle A+B=\{a+b\ |\ a\in A,b\in B\}.}
Una volta verificato che la definizione data produce una sezione, i numeri reali, con questa operazione, sono un gruppo commutativo, con elemento neutro {\displaystyle X_{0}=\{x<0\}}.

#### Moltiplicazione
La costruzione della moltiplicazione è leggermente più macchinosa per via dei segni. Si definisce su tutti i reali positivi nel modo seguente:
{\displaystyle A\times B=\{ab\ |\ a\in A,a>0,b\in B,b>0\}\cup \{a\in \mathbb {Q} \ |\ a<0\}}
e si estende ai numeri negativi usando la regola del segno. Anche in questo caso è facile dimostrare che gli insiemi prodotti sono sezioni.
L'insieme {\displaystyle \mathbb {R} } munito delle operazioni di somma e prodotto è un campo. Con l'ordinamento dato, questo è anche un campo archimedeo completo. Il sottoinsieme {\displaystyle \{X_{q}\ |\ q\in \mathbb {Q} \}} è un sottocampo, naturalmente isomorfo a {\displaystyle \mathbb {Q} }.

## Costruzione tramite successioni di Cauchy
Questa costruzione è più complessa, ma offre due vantaggi: la definizione delle operazioni di somma e prodotto è immediata, e la costruzione può essere generalizzata per fornire un procedimento generale per il completamento degli spazi metrici.

### Costruzione
L'idea di Cantor è motivata dal fatto che ogni numero reale è ottenibile come limite di una successione di Cauchy di numeri razionali, ovvero di una successione {\displaystyle (u_{n})} di razionali tale che:
{\displaystyle \forall \varepsilon >0\;\exists N\in \mathbb {N} \;\forall m,n>N\quad |u_{m}-u_{n}|<\varepsilon .}
Sia {\displaystyle {\mathcal {C}}} l'insieme di tutte le successioni di Cauchy di numeri razionali. È evidente che (infinite) successioni distinte possono convergere allo stesso limite.
Si procede allora considerando equivalenti due successioni di Cauchy {\displaystyle (u_{n})} e {\displaystyle (v_{n})} che esibiscono la seguente proprietà:
{\displaystyle (u_{n})\sim (v_{n})\Leftrightarrow \lim _{n\to \infty }u_{n}-v_{n}=0.}
Nel caso di successioni convergenti questo è equivalente a dire che "convergono allo stesso limite".
Che si tratti poi di una relazione di equivalenza è molto semplice da dimostrare.
Si definisce allora l'insieme {\displaystyle \mathbb {R} } dei numeri reali come l'insieme quoziente di {\displaystyle {\mathcal {C}}} rispetto alla relazione di equivalenza così definita.

### Proprietà

#### Relazione d'ordine
Due numeri reali {\displaystyle u} e {\displaystyle v} sono in relazione {\displaystyle u\leqslant v} se e solo se esistono due successioni di Cauchy {\displaystyle (u_{n}),(v_{n})} che li definiscono tali che {\displaystyle u_{n}\leqslant v_{n}} per ogni {\displaystyle n}. Con questa relazione d'ordine, i numeri reali sono un insieme totalmente ordinato.

#### Somma e prodotto
Somma e prodotto vengono definiti termine a termine nelle successioni. Se {\displaystyle (u_{n})} e {\displaystyle (v_{n})} sono due successioni di Cauchy, si definisce cioè
{\displaystyle (u+v)_{n}=u_{n}+v_{n};}
{\displaystyle (u\cdot v)_{n}=u_{n}\cdot v_{n}.}
Con queste due operazioni i numeri reali risultano essere un campo.

#### Completezza
La completezza può essere inferita quale conseguenza dell'Assioma di Dedekind. Può anche essere dimostrata, partendo dalla definizione, mostrando che ogni successione di Cauchy di'numeri reali è convergente. Questa dimostrazione si presta ad essere generalizzata agli spazi metrici qualsiasi.
Anche in questa costruzione è evidente in {\displaystyle \mathbb {R} } la presenza di una copia isomorfa di  {\displaystyle \mathbb {Q} }: l'insieme {\displaystyle \{X_{q}\mid q\in \mathbb {Q} \}}, dove indichiamo con {\displaystyle X_{q}} il segmento iniziale {\displaystyle \{x\in \mathbb {Q} \mid x<q\}}.

### Completamento
L'operazione appena descritta consiste nell'aggiungere ad uno spazio metrico {\displaystyle \mathbb {Q} } ulteriori punti, determinati da tutte le possibili successioni di Cauchy. Questa operazione può essere definita per ogni spazio metrico {\displaystyle X} ed è chiamata completamento. Il risultato è uno spazio completo {\displaystyle X'} che contiene (una copia isomorfa di) {\displaystyle X}. In particolare, i numeri reali formano uno spazio completo (per i reali ciò è equivalente all'assioma di Dedekind).